# 佐藤守
佐藤 守（さとう まもる、1939年（昭和14年）8月27日 - ）は、日本の軍事評論家、航空自衛官。最終階級は空将。

## 経歴
- 1939年（昭和14年）8月 - 樺太・豊原市に生まれる。
- 1959年（昭和34年）
  - 3月 - 福岡県立修猷館高等学校[1] 卒業
  - 4月 - 防衛大学校に入校（第7期）する。
- 1963年（昭和38年）3月 - 防衛大学校（航空工学専攻）を卒業し任官、航空自衛隊に入隊。第33期一般幹部候補生として航空自衛隊幹部候補生学校に入校する。
- 1964年（昭和39年）3月 - 3等空尉
- 1978年（昭和53年）7月 - 2等空佐
- 1980年（昭和55年） - 第7航空団第305飛行隊（百里基地）隊長。
- 1982年（昭和57年）7月 - 1等空佐
- 1983年（昭和58年）8月1日 - 西部航空方面隊司令部防衛部防衛班長[2]。
- 1984年（昭和59年）
  - 8月1日 - 航空幕僚監部監理部総務課勤務[3]。
  - 11月1日 - 航空幕僚監部監理部総務課広報室長[4]。
- 1986年（昭和61年）3月17日 - 第3航空団飛行群司令[5]。
- 1987年（昭和62年）11月4日 - 航空自衛隊幹部学校教育部戦略教官。
- 1988年（昭和63年）8月1日 - 航空幕僚監部人事教育部教育課長[6]。
- 1989年（平成元年）10月17日 - 空将補昇任[7]。
- 1990年（平成02年）3月16日 - 第3航空団司令 兼三沢基地司令[8]。
- 1991年（平成03年）7月1日 - 航空安全管理隊司令[9]。
- 1992年（平成04年）6月16日 - 航空教育集団司令部幕僚長[10]。
- 1994年（平成06年）3月23日 - 第4航空団司令 兼松島基地司令[11]。
- 1996年（平成08年）3月25日 - 空将昇任、南西航空混成団司令[12] 兼 自衛隊沖縄連絡調整官（沖縄地方連絡部）
- 1997年（平成09年）7月1日 - 退官[13]。なお、南西航空混成団司令であったときの最後の同司令部幕僚長は田母神俊雄であった。

## その他
戦闘機パイロットとしてはF-86FおよびF-4EJ、F-1などに搭乗し、総飛行時間は3,800時間だった。
退官後は軍事評論家として岡崎研究所理事・特別研究員、平河総合戦略研究所専務理事、国家基本問題研究所評議員などを務め、執筆、講演活動を行う。
青林堂「ジャパニズム」では執筆のほか、連載漫画「Stranger」の原作（作画：あびゅうきょ）を担当している。
『金正日は日本人だった』に於いて、北朝鮮、朝鮮民主主義人民共和国の第二代最高指導者である金正日国防委員長が、間諜として朝鮮共産党に入党した戦前日本の右翼組織、黒龍会所属の日本人、塚田理/金策が金正淑との間に儲けた子であるとの説を提示している。

## 主張
- 選択的夫婦別姓制度に反対[15]。
- 全日空機雫石衝突事故は、全日空機側に視認義務があるとして航空自衛隊パイロットを弁護[16]。また大東亞戦争はベトナム戦争までが範疇だと主張している[17]。

## 出演
いずれも日本文化チャンネル桜の番組
防人の道 今日の自衛隊
井上和彦キャスターの回に「防衛漫談」のコーナーとして不定期出演。
防衛漫談：東シナ海波高し～日本は領土を守れるのか - ニコニコ動画 - （2010年（平成22年）9月10日）
防衛漫談：菅政権下の安全保障を考える - ニコニコ動画 - （2010年（平成22年）8月9日）
【守・和彦の防衛漫談】 弥生に語るこの国の希望と危機 - ニコニコ動画 - （2010年（平成22年）3月1日）
【守・和彦の防衛漫談】民主党政権で国防はどうなる？ - ニコニコ動画 - （2009年（平成21年）10月5日）
【防衛漫談】鳩山故人献金問題＆広島市長の不見識を問う！ - ニコニコ動画 - （2009年（平成21年）7月1日）
守・なっちゃんの防衛漫談＆本日のニュース - ニコニコ動画 - （2009年（平成21年）5月4日）
日本よ、今...「闘論！倒論！討論！」
バネリストとして不定期出演。（毎週土曜日 20:00～23:00）
さくらじ
2回出演。
【古谷経衡】さくらじ#126 佐藤守の「空」の思い出【saya】 - ニコニコ動画 - （2014年（皇紀2674年）2月26日収録）
さくらじ#82　佐藤守が語る航空自衛隊と国防 - ニコニコ動画 - （2013年（皇紀2673年）4月12日収録）

## 著書
- 『国際軍事関係論―戦闘機パイロットの見つづけた日本の安全』かや書房、1998年12月1日。ISBN 9784906124350。
- 『図解 これが日本の戦争力だ! 北朝鮮、暴発!?そのとき、日本はどうなる?どうする!』実業之日本社、2006年9月23日。ISBN 9784408106762。
- 『金正日は日本人だった』講談社、2009年10月28日。ISBN 9784062157667。
- 『実録・自衛隊パイロットたちが接近遭遇したUFO』講談社、2010年7月22日。ISBN 9784062161831。
- 『日本の空を誰が守るのか』双葉社〈双葉新書〉、2011年9月7日。ISBN 9784575153828。
- 『ジェットパイロットが体験した超科学現象』青林堂、2012年4月14日。ISBN 9784792604486。
- 『自衛隊の「犯罪」雫石事件の真相！』青林堂、2012年7月18日。ISBN 9784792604516。
- 『大東亞戦争は昭和50年4月30日に終結した』青林堂、2012年12月1日。ISBN 9784792604578。
- 『日本を守るには何が必要か』青林堂、2013年2月28日。ISBN 9784792604653。
- 『お国のために　特攻隊の英霊に深謝す』青林堂、2014年7月10日。ISBN 9784792604974。
- 『実録・戦闘機パイロットという人生』青林堂、2015年2月23日。ISBN 9784792605155。
- 『安保法制と自衛隊 これからの自衛隊はどう変わるべきか』青林堂、2015年11月17日。ISBN 9784792605346。
- 『宇宙戦争を告げるUFO 知的生命体が地球人に発した警告』講談社、2017年5月17日。ISBN 9784062205955。
- 『ある樺太廳電信官の回想』青林堂、2018年7月20日。ISBN 9784792606299。